# Patarchaea muralis
Genre
Espèce
Patarchaea muralis, unique représentant du genre Patarchaea, est une espèce éteinte d'araignées aranéomorphes de la famille des Archaeidae.

## Distribution et datation
Cette espèce a été découverte à Daohugou dans le xian de Ningcheng en Mongolie-Intérieure en Chine. Elle date du Jurassique.

## Publication originale
- (en) Selden, Huang & Ren, 2008 : Palpimanoid spiders from the Jurassic of China. Journal of Arachnology, vol. 36, p. 306–321 (texte intégral) .